# Principe van laterale continuïteit

Schematische weergave van het principe van laterale continuïteit.

Het principe van laterale continuïteit houdt in dat sedimentaire gesteentelagen oorspronkelijk in alle richtingen lateraal (evenwijdig aan het aardoppervlak) doorlopen. Van lagen die in alle opzichten dezelfde eigenschappen hebben, maar door een rivierdal of andere door erosie ontstane landvorm gescheiden worden, kan volgens dit principe worden aangenomen dat ze oorspronkelijk aan elkaar vast zaten.
Het principe is een van de drie grondbeginselen uit de stratigrafie die de wetten van Steno worden genoemd, omdat ze voor het eerst werden geformuleerd door de Deense natuurvorser Nicolaus Steno (1638-1686) in 1669.

## Uitzonderingen
Hoewel het principe op regionale schaal in de meeste gevallen opgaat en dus zeker zijn waarde voor de geologisch onderzoek heeft, zijn er veel mogelijke redenen waarom een laag niet lateraal terug te vinden is. Een bepaalde gesteentelaag of zelfs hele formatie kan niet overal op dezelfde wijze doorlopen omdat een breuk de laag verzet of een plooi de laag ombuigt.
Sedimentaire lagen zijn echter van nature begrensd omdat hun afzetting afhangt van een aanvoer van sediment, die niet oneindig is. Zolang sediment naar een bepaalde plek getransporteerd kon worden, kan er sedimentatie hebben plaatsgevonden en zal de laag doorlopen. Omdat de hoeveelheid aangevoerd sediment van de bron af afneemt, zal de afgezette laag echter van de bron af "uitwiggen" (dunner worden). Vaak kan grof materiaal minder ver getransporteerd worden dan fijn materiaal, omdat het transporterende medium verder van de bron af minder energie heeft en grover materiaal niet verder kan meenemen. Daarom kan de korrelgrootte in een laag lateraal afnemen.
Een andere beperking is de vorm en grootte van het bekken waar sedimentatie plaatsvindt. Wanneer de rand van een bekken scherp is zullen de uiteinden van de lagen die er afgezet worden tegen het sokkelgesteente doodlopen. Dit wordt onlap genoemd.